# Angelina Köhler
Angelina Köhler (Dernbach, 12 november 2000) is een Duitse zwemster. Ze vertegenwoordigde haar vaderland op de Olympische Zomerspelen 2024 in Parijs. 

## Biografie
In 2018 kwalificeerde Köhler zich voor de Olympische Jeugdzomerspelen waar ze zilver won op de 100 meter vlinderslag en brons op de 50 meter vlinderslag.
Köhler nam deel aan een internationaal kampioenschap tijdens de WK van 2019 in Gwangju. Als beste resultaat liet ze een 13e plaats optekenen in de 100 meter vlinderslag. In 2023 werd Köhler Europees kampioen in 25 meter-bad dankzij winst in de finale van de 200 meter vlinderslag.
Köhler maakte in 2024 haar Olympisch debuut tijdens de Olympische Zomerspelen in Parijs. In de finale van de 100m vlinderslag eindigde Köhler met de vierde plaats net naast de medailles.

## Internationale toernooien
| Jaar | Olympische Spelen                                                    | WK langebaan                                                                               | WK kortebaan                                                         | EK langebaan                                                                               | EK kortebaan                                                                                                 |                                           |
| ---- | -------------------------------------------------------------------- | ------------------------------------------------------------------------------------------ | -------------------------------------------------------------------- | ------------------------------------------------------------------------------------------ | --- | ----------------------------------------- |
| 2019 |                                                                      | 22e 50m vlinderslag 13e 100m vlinderslag 9e 4x100m wisselslag                              |                                                                      |                                                                                            | 8e 100m vlinderslag 8e 200m vlinderslag                                                                      |                                           |
| 2020 | Geen toernooien vanwege de coronapandemie                            | Geen toernooien vanwege de coronapandemie                                                  | Geen toernooien vanwege de coronapandemie                            | Geen toernooien vanwege de coronapandemie                                                  | Geen toernooien vanwege de coronapandemie                                                                    | Geen toernooien vanwege de coronapandemie |
| 2021 | geen deelname                                                        |                                                                                            | geen deelname                                                        | 12e 100m vlinderslag                                                                       | 22e 50m vlinderslag 10e 100m vlinderslag 10e 200m vlinderslag                                                |                                           |
| 2022 |                                                                      | 14e 100m vlinderslag 8e 4×100m wisselslag gemengd                                          | 17e 50m vlinderslag 4e 100m vlinderslag DSQ 4x50m wisselslag gemengd | 4e 100m vlinderslag 8e 4x100m vrije slag 8e 4x100m wisselslag 5e 4x100m wisselslag gemengd | |                                           |
| 2023 |                                                                      | 11e 50m vlinderslag 5e 100m vlinderslag 12e 4×100m wisselslag 8e 4×100m wisselslag gemengd |                                                                      |                                                                                            | 11e 50m vrije slag · 11e 50m vlinderslag · 100m vlinderslag · 200m vlinderslag · 5e 4x50m wisselslag gemengd |                                           |
| 2024 | 4e 100m vlinderslag 9e 4×100m wisselslag 9e4×100m wisselslag gemengd | 20e 50m vrije slag · 5e 50m vlinderslag · 100m vlinderslag                                 | 10 december - 15 december                                            | geen deelname                                                                              | |                                           |

## Persoonlijke records
Bijgewerkt tot en met 14 september 2024
Kortebaan
| Afstand          | Tijd    | Datum            | Plaats    |
| ---------------- | ------- | ---------------- | --------- |
| 50m vrije slag   | 24,05   | 18 november 2023 | Wuppertal |
| 50m vlinderslag  | 25,70   | 17 november 203  | Wuppertal |
| 100m vlinderslag | 55,55   | 9 december 2023  | Otopeni   |
| 200m vlinderslag | 2.03,30 | 7 december 2023  | Otopeni   |

Langebaan
| Afstand          | Tijd    | Datum            | Plaats  |
| ---------------- | ------- | ---------------- | ------- |
| 50m vrije slag   | 25,00   | 8 juli 2023      | Berlijn |
| 50m vlinderslag  | 25,71   | 17 februari 2024 | Doha    |
| 100m vlinderslag | 56,11   | 11 februari 2024 | Doha    |
| 200m vlinderslag | 2.12,62 | 27 april 2024    | Berlijn |